# Comissão Internacional contra a Impunidade na Guatemala
A Comissão Internacional contra a Impunidade na Guatemala (espanhol: Comisión Internacional contra la Impunidad en Guatemala, CICIG) é uma entidade internacional encarregada de investigar e processar crimes graves na Guatemala. Foi criado em 12 de dezembro de 2006, quando as Nações Unidas e a Guatemala assinaram um acordo em nível de tratado estabelecendo a CICIG como um órgão independente para apoiar a Procuradoria Geral da Nação (Procuraduría General de la Nación), a Polícia Nacional Civil (Policía Nacional Civil) e outras instituições do Estado na investigação de casos sensíveis e difíceis. O objetivo final do trabalho da CICIG é fortalecer as instituições judiciais nacionais, para permitir que continuem a enfrentar grupos ilegais e o crime organizado no futuro. O comissário responsável durante o período 2014-2019 foi o procurador colombiano Iván Velásquez Goméz.
Em 7 de janeiro de 2019, o acordo entre a ONU e a Guatemala foi rescindido unilateralmente pelo presidente Jimmy Morales, aludindo a participação da CICIG em atos ilegais, abuso de poder e atos contrários à constituição do país. A ONU rejeitou e condenou este procedimento, enquanto a mais alta instância judicial do país pronunciou-se contra a decisão do presidente. O mandato da CICIG estava programado para terminar em setembro de 2019. A decisão de Morales, aprovada pela elite empresarial do país, desencadeou uma crise institucional, devido ao conflito entre o governo e a Corte Constitucional. Morales é investigado por irregularidades em sua campanha eleitoral.